# يالمار شاخت
يالمار شاخت (ولد باسم هوراس غريلي هجلمار شاخت؛ 22 يناير 1877 - 3 يونيو 1970-)، اقتصادي ألماني، ومصرفي، وسياسي يمين الوسط، ومؤسس مشارك للحزب الديمقراطي الألماني. شغل منصب مفوض العملة ورئيس بنك الرايخ في جمهورية فايمار. كان منتقدًا شرسًا لالتزامات بلاده بالتعويضات بعد الحرب العالمية الأولى. وكان له دور محوري في المساعدة في إنشاء مجموعة من الصناعيين وملاك الأراضي الألمان الذين دفعوا باول فون هيندنبورغ لتعيين أول حكومة بقيادة الحزب النازي. كان شاخت قد عارض فكرة الفائدة ودعا إلى إلغائها 
خدم في حكومة أدولف هتلر كرئيس للبنك المركزي من عام 1933-1939 ووزيرًا للاقتصاد (أغسطس 1934 - نوفمبر 1937).
على الرغم من تكريم شاخت لفترة من الوقت لدوره في "المعجزة الاقتصادية" الألمانية، إلا أنه عارض سياسة هتلر المتعقلة بإعادة تسليح ألمانيا بسبب انتهاكها لمعاهدة فرساي وما اعتبره آثارًا ضارة على الاقتصاد الألماني. أدت آراؤه في هذا الصدد إلى اصطدام شاخت مع هتلر وعلى الأخص مع هيرمان جورينج. استقال من منصب رئيس بنك الرايخ في يناير 1939. وظل وزيرًا بدون حقيبة يحصل على نفس الراتب، حتى استقال من الحكومة في يناير 1943.
ألقي القبض على شاخت في عام 1944 من قبل الغيستابو بعد محاولة اغتيال هتلر الفاشلة في 20 يوليو 1944 بسبب علاقاته المزعومة مع القتلة. وفي وقت لاحق احتجز في معسكرات الاعتقال ثم في فلوسنبورج لاحقًا. في الأيام الأخيرة من الحرب، كان واحدًا من 139 سجينًا خاصًا نقلوا بواسطة قوات الأمن الخاصة من داخاو إلى جنوب تيرول. يقع هذا الموقع ضمن المنطقة التي أطلق عليها هيملر اسم "قلعة جبال الألب"، ويُعتقد أن الغرض من نقل السجناء هو احتجاز الرهائن. تم إطلاق سراحهم في نيدردورف، جنوب تيرول، في إيطاليا، في 30 أبريل 1945.
حوكم شاخت في نورمبرغ، ولكن تمت تبرئته على الرغم من الاعتراضات السوفيتية. وفي وقت لاحق، حكمت عليه محكمة اجتثاث النازية بالسجن لمدة ثماني سنوات مع الأشغال الشاقة، وهو الحكم الذي تم نقضه أيضًا عند الاستئناف.

## روابط خارجية
- يالمار شاخت على موقع IMDb (الإنجليزية)
- يالمار شاخت على موقع الموسوعة البريطانية (الإنجليزية)
- يالمار شاخت على موقع مونزينجر (الألمانية)
- يالمار شاخت على موقع إن إن دي بي (الإنجليزية)